# Agência Europeia para a Segurança da Aviação
A Agência Europeia para a Segurança da Aviação (sigla: AESA) é uma organismo da União Europeia que visa promover os mais elevados padrões de segurança e protecção ambiental na aviação civil da UE, emitindo também certificados para aviões e respectivos componentes. A sua sede localiza-se em Colónia, na Alemanha.